# Tadeusz Schwartz
Tadeusz Schwartz (ur. 4 kwietnia 1905 w Radomiu, zm. 14 grudnia 1970 w Warszawie) – profesor zwyczajny, kierownik i założyciel Katedry Elektrotermii Politechniki Warszawskiej, pracownik naukowy.

## Życiorys
Urodził się w rodzinie Stanisława, który był kupcem, i Marii Splissgarth. Dyplom inżyniera elektryka uzyskał w 1933 roku wykonując pracę dyplomową z techniki wysokich napięć. Na początku 1939 roku objął kierownictwo techniczne Fabryki Grzejników „Gródek” na Pomorzu.
Podczas II wojny światowej przebywał w Radomiu pracując jako kierownik laboratorium fotograficznego, mieszczącego się na zapleczu sklepu fotograficznego swego brata Jerzego. Tam również ukrywał się późniejszy profesor Bolesław Iwaszkiewicz. We wszystkich ankietach personalnych, których wiele trzeba było wypełniać po wojnie, swoje pochodzenie społeczne określał jako "mieszczańskie", co automatycznie w tamtych czasach stawiało go w gorszej sytuacji od osób pochodzenia robotniczego lub chłopskiego.
W 1945 roku powrócił na Politechnikę Warszawską, uczestniczył w odbudowie Wydziału Elektrycznego pracując początkowo jako adiunkt, następnie jako wykładowca, a od 1950 roku jako zastępca profesora. Na Oddziale Prądów Silnych prowadzi pierwsze wykłady z Grzejnictwa Elektrycznego, organizuje dydaktyczno-naukowe laboratorium z tego obszaru, które w roku 1951 przekształcone zostaje w Katedrę Grzejnictwa Elektrycznego. Zostaje jej pierwszym kierownikiem. Oprócz wykładów na Wydziale Elektrycznym, wykłada elektrotechnikę na Wydziale Chemii, a w latach 1953–1955 na Wydziale Mechanicznym Wieczorowej Szkoły Inżynierskiej w Radomiu. Tradycja prowadzenia elektrotechniki na Wydziale Chemii przez elektrotermików utrzymała się do dziś.
Pisze dwa pierwsze podręczniki z zakresu grzejnictwa elektrycznego, wydane w 1946 i 1947. W 1951 praca doktorska autorstwa Tadeusza Schwartza z zakresu elektrotermii zostaje pierwszą obronioną pracą z tej dziedziny w Polsce. Rada Wydziału nadała mu stopień naukowy doktora z odznaczeniem, co było w tamtych czasach ewenementem. Promotorem rozprawy był prof. Stanisław Kończykowski, kierownik Katedry Urządzeń Elektrycznych. 19 stycznia 1955 roku został odznaczony Medalem 10-lecia Polski Ludowej. W 1955 roku otrzymał tytuł profesora nadzwyczajnego i zrezygnował z wykładów w Radomiu poświęcając się tylko pracy w Politechnice i w placówkach związanych z elektrotermią. Cztery lata później zostaje profesorem zwyczajnym. Opinię do wniosku o nadanie tytułu przygotowali profesorowie Kończykowski, Skowroński oraz dziekan Tadeusz Cholewicki. W 1962 roku Katedra Grzejnictwa Elektrycznego przemianowana zostaje w Katedrę Elektrotermii. Wtedy profesor Schwartz opracował nowe programy studiów specjalności Elektrotermia, które posłużyły za podstawę do tworzenia podobnych specjalności na uczelniach czechosłowackich i w NRD.

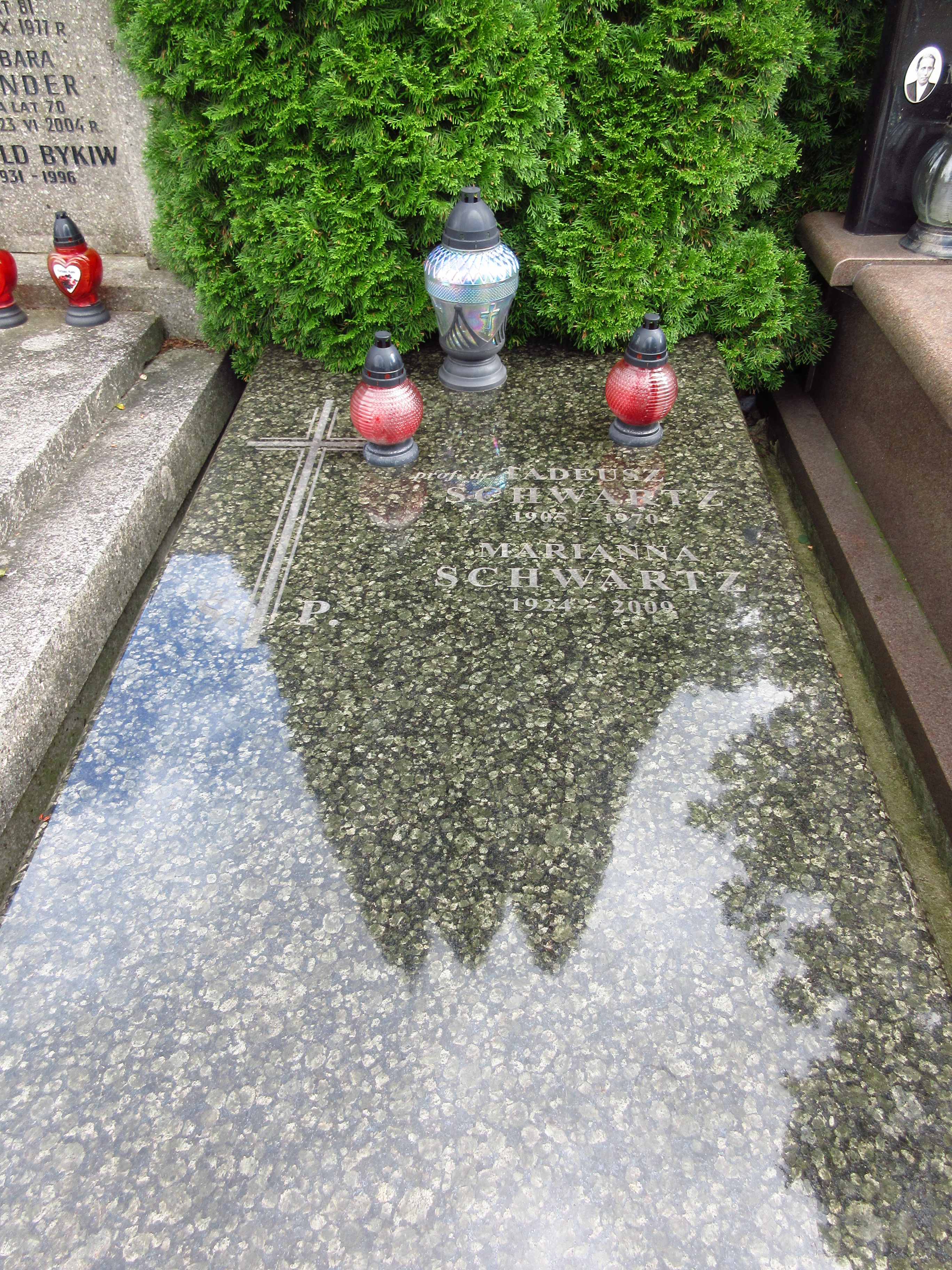
Grób profesora Tadeusza Schwartza na cmentarzu Bródnowskim.

W tym okresie zaczyna się też rozwijać współpraca międzynarodowa zarówno z uczelniami z tzw. krajów socjalistycznych jak i kapitalistycznych. Do Warszawy przyjeżdżają goście z całej Europy, zaczyna się rozwijać współpraca międzynarodowa. Częstym gościem jest profesor Pietermaat z Belgii, przyjeżdżają goście ze Szwecji i Francji, gdzie mieści się siedziba władz Międzynarodowej Unii Elektrotermii. Utrzymywane są także kontakty z naukowcami radzieckimi z WNIETO, który był wówczas największym instytutem elektrotermii na świecie i zatrudniał 1200 specjalistów.
Opracował wiele ekspertyz m.in. dla hut: Batory, Małapanew, Ostrowiec, Stalowa Wola, Warszawa. Razem, m.in. z profesorami Findeisenem, Skrzypkiem i Mazurem, uczestniczy w zespole opracowującym pierwsze w świecie urządzenie do optymalizacji pracy stalowniczych pieców łukowych. Od chwili utworzenia Komitetu Elektrotechniki PAN kieruje utworzoną w jego ramach Sekcją Elektrotermii. W latach 1964–1970 przewodniczył zespołowi redakcyjnemu Biuletynu PKEt „Elektrotermia”, ukazującego się w „Przeglądzie Elektrotechnicznym”. Jest członkiem Rady Czasopism Elektrycznych SEP i członkiem oraz referentem działu „Elektrotermia” w „Polskim Słowniku Elektrotechnicznym”. Był członkiem Rady Normalizacyjnej przy Polskim Komitecie Normalizacji, rzeczoznawcą w Centralnym Urzędzie Jakości i Miar, w Polskiej Izbie Handlu Zagranicznego, członkiem Rady Naukowej Instytutu Mechaniki Precyzyjnej oraz skarbnikiem i członkiem Prezydium Zarządu Głównego Polskiego Towarzystwa Elektrotechniki Teoretycznej i Stosowanej. W roku 1966 opublikował swoją ostatnią monografię pt. Termokinetyka układów elektrotermicznych.
Zmarł w Warszawie, pochowany 18 grudnia 1970 roku na cmentarzu Bródnowskim (kwatera 68E-6-28).